# Fletcherana insularis
Fletcherana insularis är en fjärilsart som beskrevs av Butler 1879. Fletcherana insularis ingår i släktet Fletcherana och familjen mätare. Inga underarter finns listade i Catalogue of Life.